# الفساد في الأردن
الفساد في الأردن هو من بين المسائل والمشاكل الاجتماعية والاقتصادية التي تقف كعقبة في تطور البلد وتقدمه.

## الدينامية
عموما، لا يتم تفضيل المصالح المجتمعية في الأردن ونفس الأمر بالنسبة للأحزاب السياسية، لكن هذا البلد يعرف تفشٍ للفساد من خلال شبكات غير رسمية وغالبا ما تكون غير قانونية، هذا مع تفضيل أفراد الجماعة، المحسوبية وانتشار الرشوة، بالإضافة إلى استخدام النفوذ أو السلطة الشخصية أو التجارية من أجل عمل اتصالات للحصول على امتيازات، مثل فرص العمل أو الحصول على سلع بثمن زهيد أو القيام بخدمات وصفقات تحت ما يُعرف باسم الواسطة أو الوسيط. وفقا لنتائج مؤشر مدركات الفساد لمنظمة الشفافية الدولية (إحصاء سنة 2016) فإن الأردن تحتل المرتبة 57 من أصل 176 بلدا في نسبة تفشي وانتشار الفساد.
كانت هناك العديد من قضايا الفساد التي تورط فيها مسؤولين رفيعي المستوى وسياسيين كبار في البلد، بالإضافة إلى شكوك في تورط العائلة الهاشمية في مثل هذه المواضيع خاصة بعد ورود اسم إحدى الملكات الأردنيات في ما عُرف بوثائق الجنة. ووفقا لأعمال المسح التي أجراها المنتدى الاقتصادي العالمي ونشرها تحت ما يُعرف باسم تقرير التنافسية العالمية 2013-2014، فقد أظهر هذا الأخير أن الفساد يعتبر واحدا من العقبات أمام ممارسة الأعمال التجارية في الأردن من قبل رجال الأعمال.

## وصلات خارجية
- ملف الفساد الشخصي في الأردن